# Sneeuwkop
De Sneeuwkop (Tsjechisch: Sněžka; Pools: Śnieżka; Duits: Schneekoppe) is de hoogste berg (1603 m) in het Reuzengebergte. Hij is gelegen op de Pools-Tsjechische grens en is de hoogste berg van Tsjechië.

## Geschiedenis
De eerste bekende beklimming van deze berg zou op naam staan van een onbekende Venetiaan in het jaar 1456. Hij was op zoek naar waardevolle stenen. Snel daarna kwamen de eerste nederzettingen die zich bezighielden met mijnbouw. Er werd koper, ijzer en arseen ontgonnen. De mijnschachten, in totaal anderhalve kilometer lang, bestaan nog steeds.
Het eerste gebouw op de top was de kapel van Sint-Laurentius, gebouwd van 1665 tot 1681. Aan de Poolse (destijds: Pruisische) zijde werd een hostel gebouwd in 1850, dat tot tweemaal toe herbouwd moest worden nadat er branden waren uitgebroken. In 1868 kwam er ook een hut aan de Tsjechische (destijds: Oostenrijkse) zijde.
In 1900 werd er een weerstation op de top gebouwd. Op dat moment was dit station het enige in zijn soort in Midden-Europa. In 1974 werd dit station vervangen door een meteorologisch observatorium in de vorm van een vliegende schotel. Behalve observatorium is het ook een milieu-educatiecentrum en hostel.

## Bereikbaarheid
Vanuit Pec pod Sněžkou (Petzer) gaat er een kabelbaan naar boven naar de top. Deze gaat via een tussenstation, de Růžová hora. Bij harde wind gaat de lift niet verder dan het middenstation op de Růžová hora. Er zijn verschillende transfermogelijkheden met deze lift.
Vanuit het Poolse Karpacz is de berg via verschillende paden te voet bereikbaar.

## Galerij

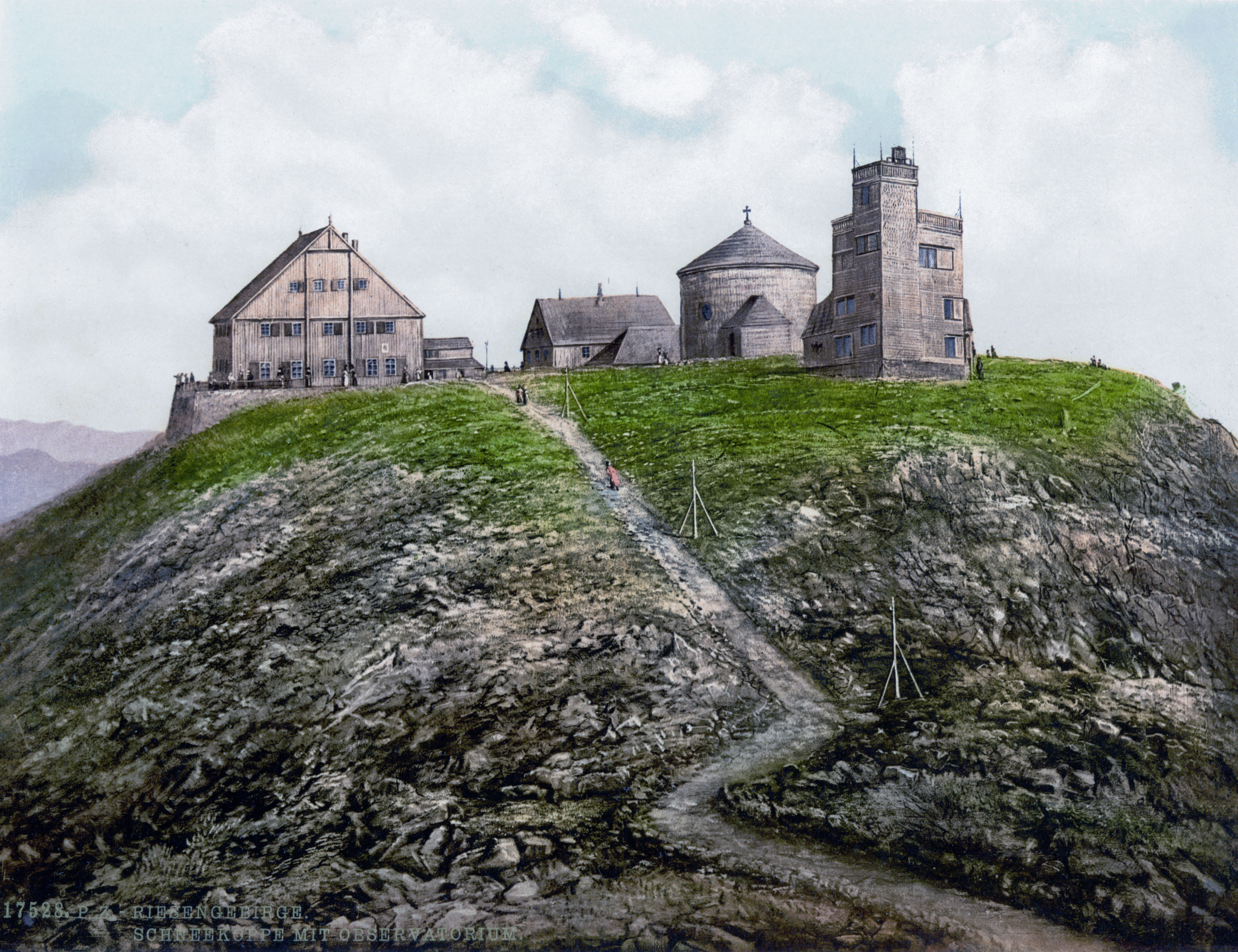
Gebouwen op de top rond 1900, onder andere een observatorium
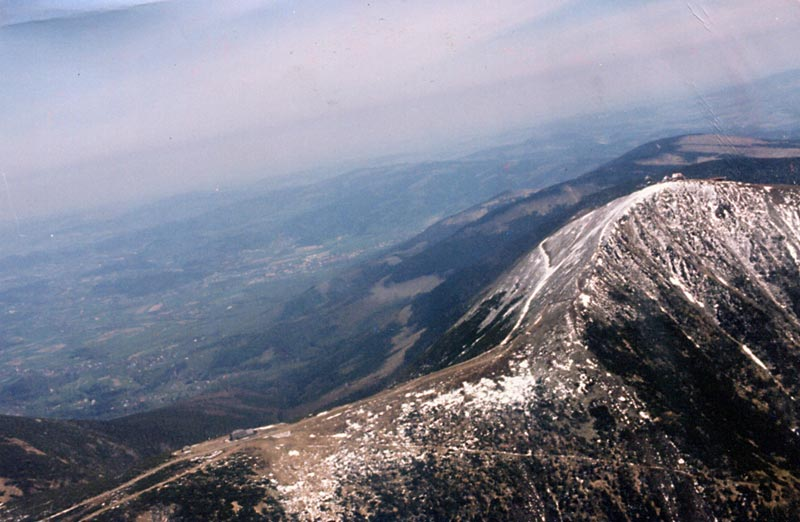
Uitzicht richting Silezië, rechts de top van de Sneeuwkop
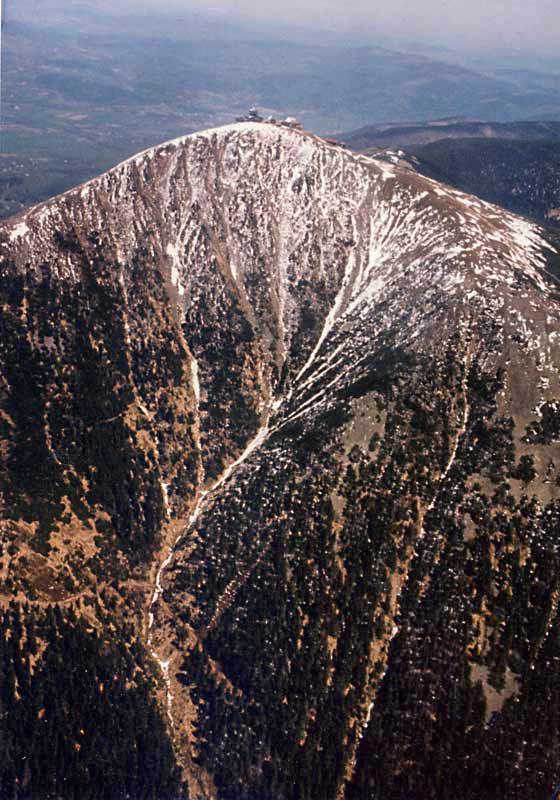
Obří důl en de top van de Sneeuwkop vanuit de lucht, Tsjechische zijde
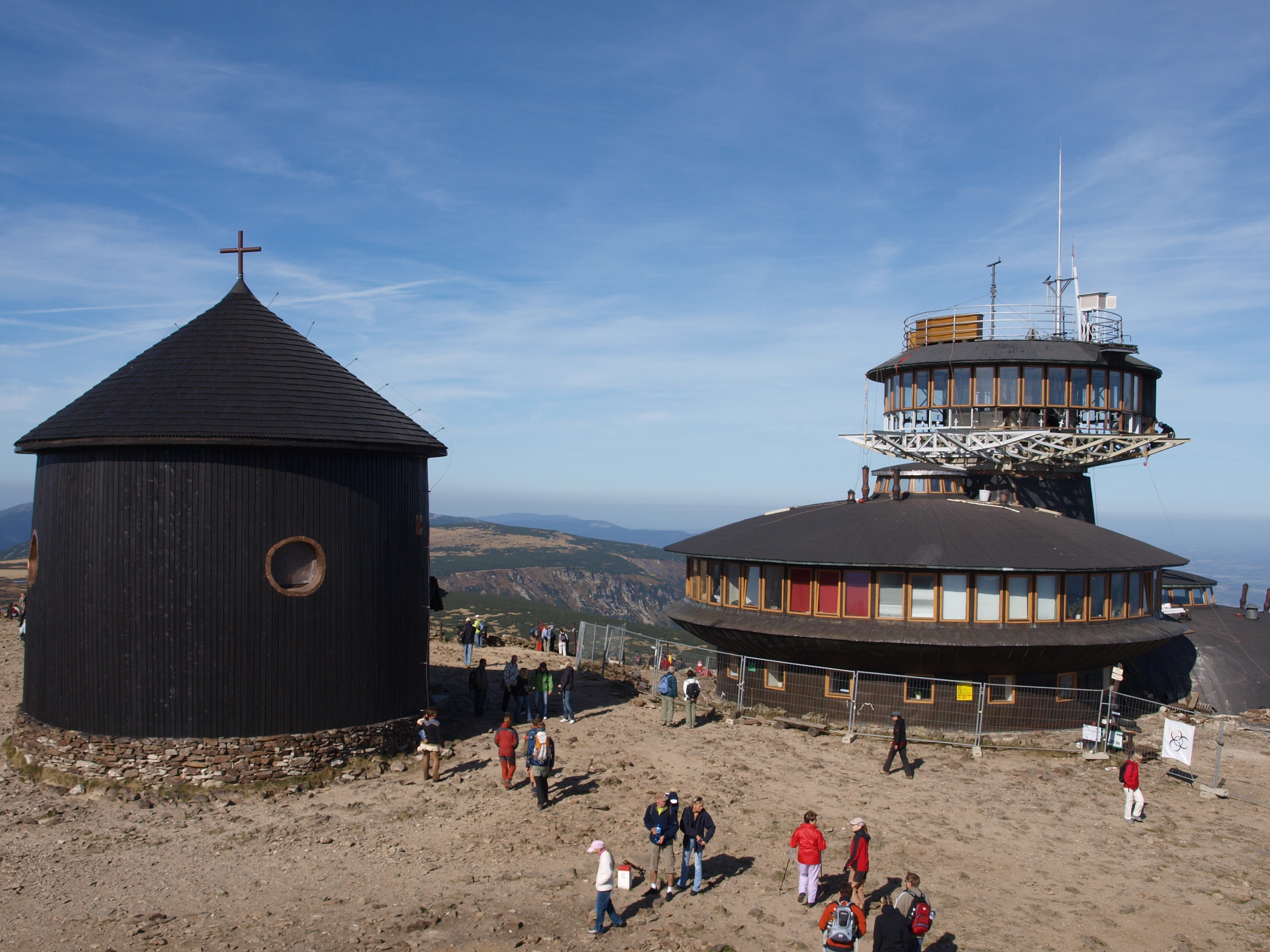
Het nieuwe observatorium en kapel

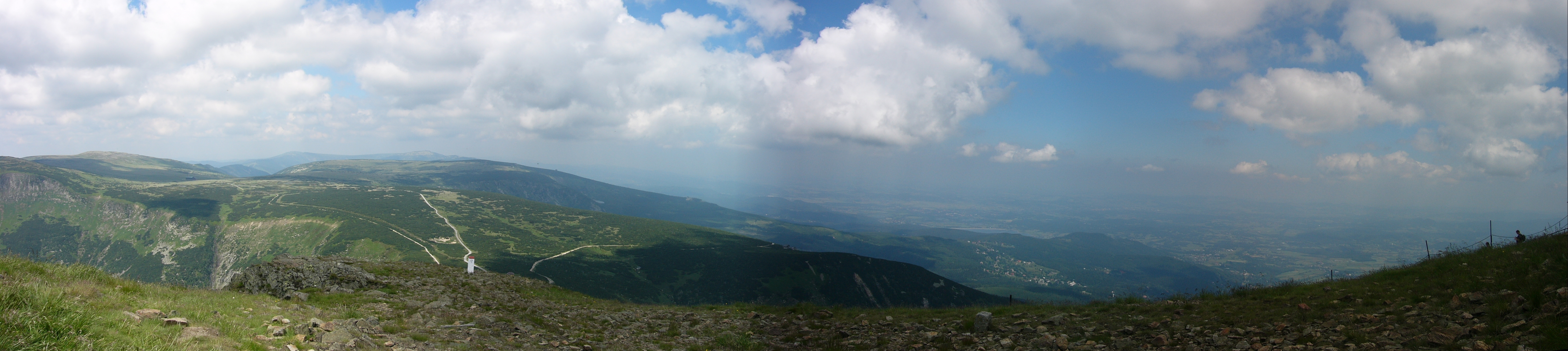
Panorama van de Sneeuwkop, noordwesten

Sneeuwkop / Sněžka (1603 m) · Luční hora (1555 m) · Studniční hora (1554 m) · Vysoké kolo (1510) · Praděd (1492 m) · Stříbrný hřbet (1490 m) · Violík (1471 m) · Vysoká hole (1465 m) · Králický Sněžník (1424 m) · Keprník (1423 m)